# モルモン開拓者

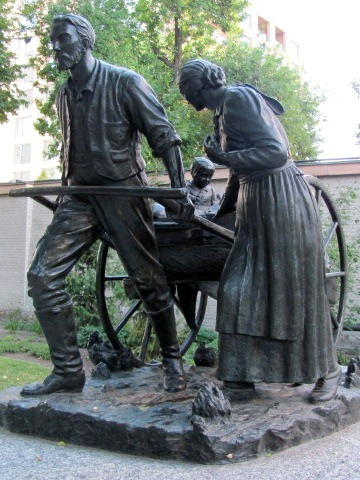
ソルトレイクシティにある、開拓者を記念する像

モルモン開拓者（モルモンかいたくしゃ、英：Mormon pioneers）とは、1846年2月から大陸横断鉄道が出来た頃まで、ヨーロッパやアメリカ東部から現在のユタ州へ移ったモルモン教・末日聖徒イエス・キリスト教会の会員のことを指している。この土地は現在ソルトレイクシティになっている、グレートベースンにまで旅をして、宗教的社会を築いた。イリノイ州ノーブー市における宗教的対立が激しくなり、モルモン教徒たちは不利となったため、当時のモルモン教徒の最高指導者ブリガム・ヤングが教徒達に西へ行くようにと指示した。モルモン教徒と非モルモン教徒との対立はいっそう強まり、モルモン教徒たちが聖なる建物としたノーブー神殿も燃やされた。この脱出を指導したブリガム・ヤングは、モルモン教徒により「西のモーセ」と呼ばれている。プラット川に沿い、スウィートウォーター川を越えたモルモン教徒が作った道はモルモン・トレイルと呼ばれるようになった。
最初の出発以来、モルモン教徒に改宗した米国およびヨーロッパ各地の人たちはモルモン教徒の本隊に加わるためにモルモン・トレイルを通って、ユタ州に移住した。そして、ソルトレイクシティから北のカナダアルバータ州と南のメキシコを含めた多くの場所に、モルモン教徒が町を建てていった。
7万人弱のモルモン開拓者が困難を超え移った。これらの開拓者が遭った苦労や犠牲を忍び、開拓者のキャンプと埋葬地に、モルモン教会が記念像などを建てている。